# Caye Chapel
Caye Chapel – niewielka wyspa koralowa zbudowana z wapienia u wybrzeży Belize, 26 km na północny wschód od miasta Belize, 4,8 km na południe od wyspy Caye Caulker.
W porównaniu do innych wysp regionu to ekskluzywny kompleks rekreacyjny wyposażony w prywatny pas startowy, port morski, 18-dołkowe pole golfowe o powierzchni 2300 m², luksusowe pomieszczenia klubowe i zaplecze konferencyjne.

## Linki zewnętrzne

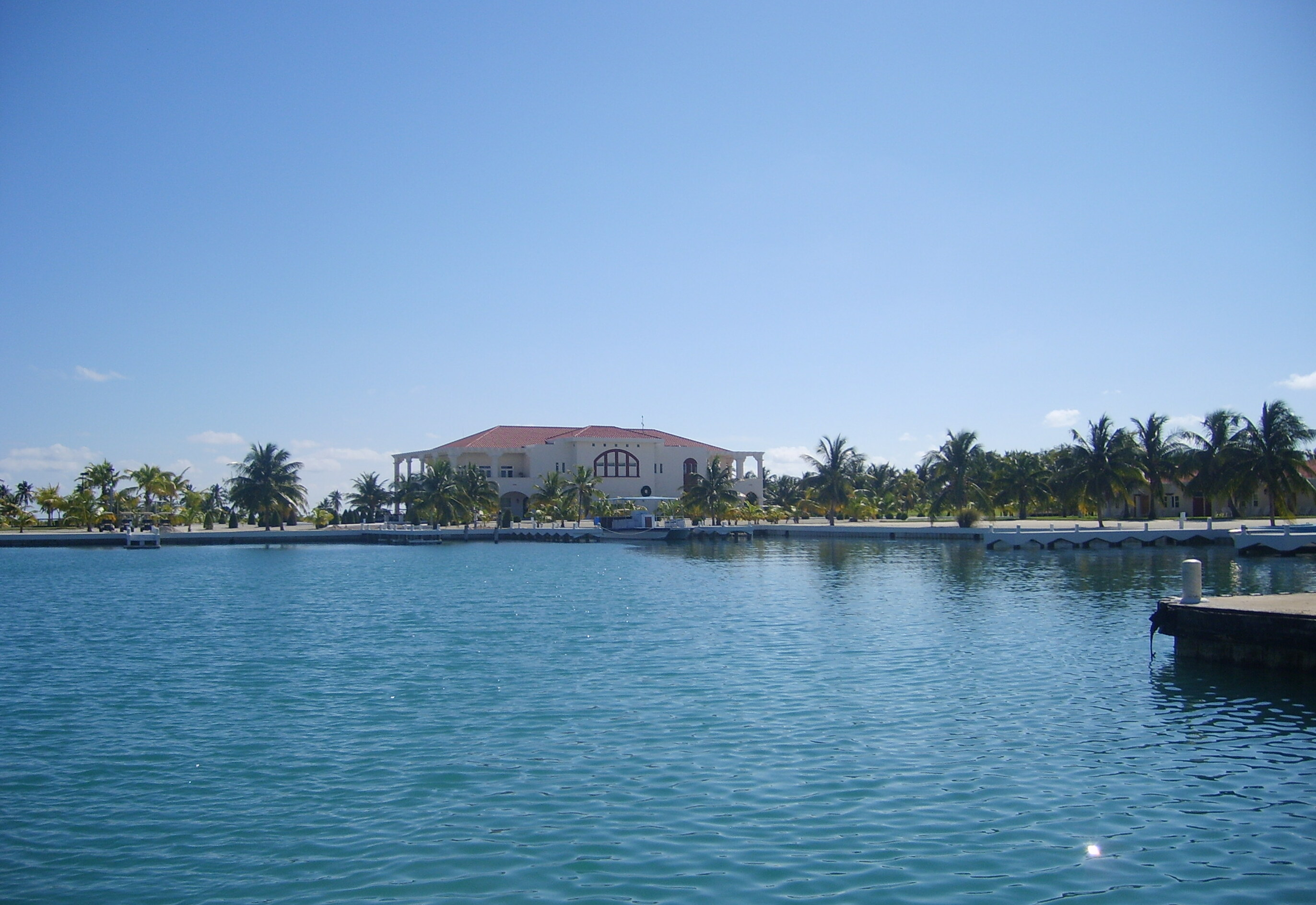
Caye Chapel, widok z morza